# Ambasciata d'Italia a Kinshasa
L'ambasciata d'Italia a Kinshasa è la missione diplomatica della Repubblica Italiana nella Repubblica Democratica del Congo.
La sede è a Kinshasa, al numero 8 di Avenue de la Mongala, nella zona di Gombe.

## Altre sedi diplomatiche d'Italia nella Repubblica Democratica del Congo
Esiste inoltre una rete consolare italiana, dipendente dalla Cancelleria consolare dell'ambasciata:
| Tipologia                | Sede       | Zona di competenza                                          |
| ------------------------ | ---------- | ----------------------------------------------------------- |
| Consolato onorario       | Lubumbashi | Province di Tanganyika, Alto Lomami, Lualaba, Alto Katanga. |
| Corrispondente consolare | Goma       |                                                             |
| Corrispondente consolare | Bukavu     |                                                             |